# Dilettanten des Lebens
Dilettanten des Lebens ist ein Roman mit autobiographischen Zügen, den die deutsche Schriftstellerin Clara Viebig in ihrer frühen Schaffensphase verfasst hat.
Der Roman handelt von einer Liebesheirat zweier lebensuntüchtiger Künstler gegen den Willen ihrer Familien. Die Handlung endet mit dem Tod des jungen Malers. Seine Frau verzichtet auf ihre angestrebte Gesangskarriere und kehrt, in Erwartung der Geburt ihres Kindes, in den Schoß ihrer Familie zurück.
Die Handlung spielt um die Jahrhundertwende (1900) an unterschiedlichen Schauplätzen (Trier, Berlin, Posener Land).

## Handlung
Die angehende Sängerin Lena Langen weilt in Trier bei ihrem Bruder Fritz, um eine enttäuschende Liebeserfahrung zu verarbeiten. Die Geschwister stehen im herzlichen Einvernehmen zueinander, was die Eifersucht von Amalie, der Ehefrau des Bruders weckt. Wegen der entstehenden Streitereien verlässt Lena das Haus ihres Bruders, um nach Berlin zur Mutter zurückzureisen. Die Kinder Walter und Lora trauern sehr um den Verlust der lebenslustigen jungen Frau.
Auf der Reise macht Lena die Bekanntschaft des Malers Richard Bredenhofer, einem „Dilettanten in allen Künsten“. Beide finden Gefallen aneinander, aber in Berlin angekommen, trennen sich zunächst ihre Wege.
Lena beharrt darauf, die begonnene Ausbildung ihrer Stimme bei Gesangsprofessor Dämel weiterzuführen, obwohl sie weiß, dass ihre Talente für eine große Karriere kaum ausreichen werden. Insbesondere im Wettbewerb mit der begabteren Sängerin Krotoschinska steht sie zurück, wobei jene Konkurrentin nicht vor Zugeständnissen an den Lehrer zurückschreckt, wenn es nur ihrem Weiterkommen nützlich ist. In diesem Sinne macht Professor Dämel gegenüber der empörten Lena unmissverständliche Andeutungen: „‚Wer in die Öffentlichkeit tritt, etwas erreichen will, der –‘ Er lächelte wieder, das gleiche, unangenehme Lächeln, […] dabei nahm er jetzt ihre Hand und tätschelte sie. […] Nicht ihr Gesang interessierte ihn, […] einzig und allein das andere!“
Bei einem Gesangsabend im Salon des begeisterungsfähigen Kunstmäzens Leopold Reuter begegnen sich Lena und Richard erneut. Ihr Vortrag von Schumann-Liedern, die er am Klavier begleitet, wird zum Auslöser für eine innige Beziehung. Beide beschließen, zu heiraten.
Diese Ankündigung provoziert den Widerstand der Verwandtschaft auf beiden Seiten, insbesondere der Geschwister der Liebenden, die beide ihre Ehen nicht zuletzt aus pekuniären Gründen eingegangen sind. Besonders Richards Schwester Susanne Allenstein, die mit ihrem Ehemann, einem Arzt, in vermögenden Verhältnissen lebt, ist entsetzt, da sie für den Bruder eine Ehe mit der wohlhabenden Irene Reichenbach arrangieren möchte. Auch Onkel Hermann, der unverheiratete Gutsbesitzer aus dem Posenschen Lande, von dem Richard bislang großzügige finanzielle Unterstützung erhalten hat, ist gegen diese Ehe. Einzig Lenas Mutter und Richards Tante Hannchen, die ihren Bräutigam im Krieg verloren hat, bringen Verständnis für die Entscheidung der jungen Liebenden auf.
Trotz ungesicherter finanzieller und beruflicher Verhältnisse findet die Vermählung statt. Die Familien arrangieren sich zähneknirschend und leisten zunächst sogar finanzielle Hilfe. Onkel Hermann hingegen wendet sich, wie angekündigt, enttäuscht von seinem Neffen ab.
Ein solcher Start ist für die junge Ehe eine Belastung. Zudem sind die jungen Künstler wenig lebenstüchtig. Lena ist weder dazu imstande, selbst einen Haushalt zu führen, noch dem verschwenderischen Hausmädchen Paroli zu bieten. Zudem erfüllen sich die beruflichen Träume des jungen Paares nicht, und es wird mit finanziellen Problemen konfrontiert.
Bei einer Einladung des Mäzens Reuter erkennt Lena, dass das Musikgeschäft zum großen Teil auf geschicktem Arrangement und Lüge basiert. Sie erfährt, dass „Signora Periccioni“, eine berühmte Opernsängerin, nichts anderes ist als eine Wiener Wäscherin, die von ihrem Förderer, Signor Lavallo, geschickt gemanagt wird: „Und in den Berliner Zeitungen stand schon lange vor dem Eintreffen der Diva die romantische Geschichte eines verarmten altitalienischen Fürstengeschlechts, dessen einzig übriggebliebener Sproß jene Sängerin sei […]“ Selbstverständlich hat sich die Diva diese Förderung durch Zugeständnisse an ihren Begleiter erkauft.
Lena ist enttäuscht. Ihre Stimme erweist sich letztendlich als zu schwach für große Auftritte. Die Alternativen, in einer Musikschule zu arbeiten oder eine Konzerttournee durch Russland zu starten, bezeichnet Richard als „Verrücktheiten“. Er verlangt, dass sie als ‚seine Frau‘ bei ihm bleibt, denn er selbst möchte der jungen Familie durch den Verkauf seiner Werke Wohlstand verschaffen.
Richard ist davon überzeugt, dass sich eines seiner Gemälde, auf dem er die Felsen von Gerolstein bei Sonnenuntergang abgebildet hat, durch die Protektion des Kunstmäzens Reuter, hervorragend verkaufen wird. Als sich dennoch kein Käufer findet, zerstört er das Bild.
Die Situation spitzt sich zu, als Lena guter Hoffnung ist. Sie reist zu Onkel Hermann und bittet ihn um Geld, aber der polternde alte Mann vertreibt die junge Frau. Später jedoch überweist er dem Paar tausend Mark. Vorläufig kehrt Lena zurück mit hundert Mark, die ihr das wohlmeinende Tante Hannchen zugesteckt hat.
Als Richard plötzlich heftig erkrankt, versammelt sich seine Familie an seinem Bett. Jegliche Heilung kommt für ihn zu spät, und der junge Mann stirbt. Nun findet sich die Familie bereit, für Lena und das ungeborene Kind zu sorgen. Jedoch sie verzichtet auf Hilfe und begibt sich zu ihrem Bruder Fritz nach Trier. Die Geschwister versöhnen sich, und durch die Liebe zu ihrem Kind schöpft Lena Hoffnung, auch ohne eine künstlerische Karriere ein sinnvolles weiteres Leben zu führen.

## Biographische und historische Bezüge
„Dilettanten des Lebens“ ist der zweite der autobiographischen Romane Clara Viebigs. In „Rheinlandstöchter“ (1897) hatte sie die begrenzten Möglichkeiten der Lebensgestaltung für junge Frauen außerhalb der Ehe dargestellt. Ein Thema von „Dilettanten des Lebens“ ist die Konkurrenz unter den Sängern; im Folgeroman „Es lebe die Kunst“, (1899, später unter dem Titel „Elisabeth Reinharz‘ Ehe“ veröffentlicht) stellt sie den gnadenlosen Wettbewerb unter Schriftstellern dar, die jeden Neuling gnadenlos ausschließen, der außerhalb der jeweils machthabenden Künstlerclique steht.
Clara Viebig erkennt, „dass Ruhm, Erfolg ohne Sinn sind für den, der wirklich künstlerisch schafft, und dass Kunst Befreiung und Frieden bedeutet.“ Sie tritt ein für die Künstler, die „mit den satten, selbstzufriedenen Lebenskünstlern nichts zu schaffen haben“, aber ihre Selbständigkeit durch Armut und Ausgrenzung bezahlen müssen.
Alle drei Romane stellen eine Etappe in Clara Viebigs eigenem Leben dar, die sie allerdings in künstlerischer Freiheit gestaltet hat. Nach dem Tod ihres Vaters war sie nach Berlin übergesiedelt in der Hoffnung, eine Konzert- und Oratoriensängerin zu werden. Sie besuchte „die Hochschule und wurde Mitglied ihres à-capella-Chors [sic].“ Sie fährt fort: „Meinen Lehrern Adolf Schulze und Max Stange verdanke ich viel künstlerische Anregung, aber vor allem die Erkenntnis, dass meine stimmlichen Mittel doch nicht ausreichten.“ Ihre missglückte Beschäftigung mit der Musik schätzt sie dennoch für bedeutsam hinsichtlich ihres Könnens als Schriftstellerin ein: „Wäre mein Ohr durch die nicht geschärft und geübt worden für Rhythmus und Harmonie, wer weiß, ob ich es je gelernt hätte, das Wort nach Klang und Wert, den Satz nach Melodie und Takt abzuwägen.“

## Themen des Stückes
Neben der Liebesgeschichte über zwei lebensfremde Menschen, die gegen den Willen ihrer Familien heiraten und scheitern, handelt das Buch insbesondere von den Regeln des Kunstbetriebes, in dem ein unbarmherziger Konkurrenzkampf stattfindet.
Nicht immer entscheidet das Talent, ob ein junger Künstler den steinigen Weg zur Berühmtheit voranzuschreiten vermag. Protektion, Anbiederung oder Entgegenkommen entscheiden über die spätere Karriere. Den Frauen, die diesen Schritt um 1900 zu gehen wagten, wurde eine Etablierung auf diesem Gebiet besonders schwergemacht, da sie „in eine von Männern dominierte Kunstszene“ eindringen wollten.
In der Haltung des Kunstmäzens Reuter spiegelt sich ein weiteres Kriterium, das zum Scheitern eines Künstlers beitragen kann: die falsche Zustimmung von Menschen, die andere, eigennützige Ziele verfolgen. Reuter, der Mann mit einem „begeisterungsvollen Gemüt“, umgibt sich mit Künstlern, die zur Steigerung seines eigenen Ansehens beitragen. Er schätzt niveauvolle Unterhaltung, das Schicksal der Künstler ist ihm jedoch letztlich gleichgültig. Richard Bredenhofer, hungernd nach Anerkennung, saugt begierig das Lob Reuters auf, um nachher umso gründlicher zu scheitern. Der Mäzen hat nicht nur die Chancen für den Verkauf seines Bildes falsch eingeschätzt, sondern Richard bleibt letztlich sogar auf den Kosten für die erfolglose Ausstellung seines Bildes sitzen.

## Interpretationen
In frühen Besprechungen erhält der Roman zunächst wenig Lob. Für Sascha Wingenroth sind die autobiographisch gefärbten Romane Clara Viebigs Werke, in denen „ihre Kunst völlig versagt“. Die Weltanschauung der Künstlerin gehe „nicht von der Persönlichkeit“ aus, sondern „das Ich“ gehe „völlig auf in der Natur.“ Aus diesem Grunde könne sie dann keine guten Texte verfassen, wo sie subjektiv erlebe und gestalte. Auch Gottlieb Scheuffler bewertet die „Dilettanten des Lebens“ als „ein abfallendes Erstlingswerk […] ein Unterhaltungsroman“.
Solcherlei Bewertungen legen als Maßstab die „Kinder der Eifel“ an, mit denen sich Clara Viebig als naturalistisch arbeitende Schriftstellerin einen Namen machte. Eine solche Bewertung verkennt jedoch die Eigenständigkeit dieser Werke, die eine Fortführung der Gesellschafts- und Künstlerromane um die Jahrhundertwende sind und an „das Genre des ‚Berliner Romans‘ der Fontane-Zeit anknüpfen.“
Bereits in diesem frühen Werk gestaltet Clara Viebig eine Passage in wirkungsvoller Art: Es ist die Wiedergabe von Gedanken eines Menschen in Verzweiflung, Krankheit oder Verwirrung. So ist Richard Bredenhofer, kurz bevor er sein Bild zerstört, in tiefer Depression. Er sieht nur noch die Misere, in der sich er und seine junge Frau befinden, und gerät in Angstzustände:
„Er fühlte sich plötzlich so elend, jeder Kraft beraubt, zum Sterben müde.“
Alles ekelte ihn an, alles grinste ihn an; der graue Tag da draußen, das bleiche Licht, das hier drinnen auf den Fußboden fiel und dort in die Ecke der leeren Leinwand auf der Staffelei einen blassen Kringel zu malen versuchte. An den farblosen Wänden grinsten die Studien uns Skizzen; hätten sie Zungen gehabt, sie hätten sie herausgestreckt.
Und in jener Ecke – da – da – stand etwas und sah ihn an aus weiten, leeren Augenhöhlen – es war ein Blick, der das Blut erstarren macht und doch in einem ungeheuren Angstgefühl das Herz zu rascherem Klopfen antreibt.
„Schulden – Schulden,“ sagte es und grinste auch. Und dann kam es näher und verkroch sich in die Kleider des Mannes und verkroch sich in jede Falte seiner Seele.
Dieser Wechsel von auktorialer zu personaler Erzählsituation, bei dem zudem die Gedanken in erlebter Rede wiedergegeben werden, ermöglicht einen eindrucksvollen Nachvollzug der Befindlichkeit des Protagonisten. Ähnliche Szenen finden sich in späteren Romanen, wie in Die Passion oder in Die goldenen Berge in unterschiedlicher Form wieder.

## Ausgaben und Übersetzungen
Der Roman „Dilettanten des Lebens“ wurde in den Jahren 1897/1898 vorab als Fortsetzungsroman in Velhagen & Klasings Monatsheften veröffentlicht. 1898 folgte eine Buchpublikation im Verlag Ullstein, 1899 eine erneute Veröffentlichung in Fortsetzungen in der Zeitungsbeilage „Die neue Welt“ und im selben Jahr schließlich eine Buchpublikation im Berliner Verlag F. Fontane & Co. Bis 1915 erfolgten acht weitere Auflagen bei Ullstein und Fontane, bevor das Publikum in den Jahren des Ersten Weltkrieges zunächst das Interesse an dem Roman verlor. 1929 erfolgten indes im Verlag Martin Maschler vier Auflagen sowie bei Ullstein eine weitere Auflage.
Im Ausland erfuhr das Werk große Aufmerksamkeit. Übersetzungen erfolgten ins Schwedische, ins Russische, ferner ins Niederländische, Tschechische, Norwegische, Französische und ins Italienische. Auch wurde eine Übertragung in Punktschrift angefertigt.
- um 1904: Dilletanty (russ. ›Dilettanten‹), St. Petersburg: Russkoe Bogatstvo [120 S.],
- 1905: Diletanty žizni (russ. ›Dilettantenleben‹), übers. v. E. G. Arronet, St. Peterburg, Volf [163 S.],
- 1905: Luchtkasteelen (niederländ. ›Luftschlösser‹) übersetzt v. Josephine Lulofs, Utrecht: De Haan [S.],
- 1911: Diletanty žizni (russ. ›Dilettantenleben‹), übers. v. S.V. Jawlenskoy, Moskau: Verbickoj [171 S.],
- 1913: Diletanti života (tschech. ›Dilettantenleben‹) übers. v. Olga Fastrová, Prag: Alois Hynek [247 S.],
- 1917: Livets dilettanter (schwed. . ›Dilettantisches Leben‹), übers. v. S. Gustafsson, Stockholm: Holmquist [175 S.], (Textversion unter https://archive.org/details/dilettantendesle00vieb)
- 1918: Livets dilettanter (norweg. ›Leben von Dilettanten‹), übers. v. Hanna Dahl, Kristiania: Wahl [190 S.],
- 1926: Les dilettantes de la vie (französ., ›Die Dilettanten des Lebens‹), übers. v. Henri Simondet, Paris: Payot [318 S.],
- 1930: Dilettanti della vita (italien. ›Dilettanten des Lebens‹), übers. v. Ada Sestan, Bologna: Cappelli [302 S.].